# Karis
Karis (in finlandese Karjaa) è stata una città finlandese di 8 962 abitanti, situata nella regione dell'Uusimaa. A maggioranza di lingua svedese, la città è confluita nel 2009 nel nuovo comune di Raseborg.